# (10095) Carlloewe
(10095) Carlloewe ist ein Asteroid des Hauptgürtels, der am 9. September 1991 von deutschen Astronomen Freimut Börngen und Lutz D. Schmadel an der Thüringer Landessternwarte Tautenburg (IAU-Code 033) im Tautenburger Wald in Thüringen entdeckt wurde.
Der Asteroid wurde am 2. März 1999 nach dem deutschen Komponisten und Kantor Carl Loewe (1796–1869) benannt, der die Ballade, als besondere erweiterte Form des Sololiedes im 19. Jahrhundert, bekannt machte und 400 Balladen vertonte sowie 17 Oratorien und sechs Opern komponierte.
Der Himmelskörper gehört zur Eos-Familie, einer Gruppe von Asteroiden, welche typischerweise große Halbachsen von 2,95 bis 3,1 AE aufweisen, nach innen begrenzt von der Kirkwoodlücke der 7:3-Resonanz mit Jupiter, sowie Bahnneigungen zwischen 8° und 12°. Die Gruppe ist nach dem Asteroiden (221) Eos benannt. Es wird vermutet, dass die Familie vor mehr als einer Milliarde Jahren durch eine Kollision entstanden ist.